# Alfa Sculptoris
Alfa Sculptoris (α Sculptoris, förkortat Alfa Scl, α Scl), som är stjärnans Bayer-beteckning, är en variabel stjärna av SX Arietis-typ (SXARI) i stjärnbilden i Bildhuggaren. Den har en skenbar magnitud på 4,30 och är synlig för blotta ögat där ljusföroreningar ej förekommer. Baserat på parallaxmätning inom Hipparcosuppdraget på ca 4,2 mas, beräknas den befinna sig på ett avstånd på ca 780 ljusår (ca 240 parsek) från solen. 

## Egenskaper
Alfa Sculptoris är en blå till vit jättestjärna  av spektralklass B7 IIIp. Den har en beräknad massa som är ca 5 gånger större än solens massa, en radie som är ca 7,5 gånger större än solens och utsänder från dess fotosfär ca 1 500 gånger mera energi än solen vid en effektiv temperatur av ca 13 600 K.
Stjärnan har visuell magnitud +4,31 och uppvisar snabba variationer med en amplitud av 0,04 magnituder. Stjärnan är den ljusstarkaste på stjärnhimlen av SX Arietis-variablerna.